# إيزابيل كريستينا مراد كامبوس
إيزابيل كريستينا مراد كامبوس (29 يوليو 1962 - 1 سبتمبر 1982) كانت امرأة كاثوليكية برازيلية من الروم الكاثوليك درست الطب قبل مقتلها بعد محاولة اغتصابها في شقتها. درست مراد كامبوس الطب على أمل أن تصبح طبيبة أطفال لمساعدة الأطفال الفقراء (أيضًا على أمل القيام بذلك في إفريقيا بعد تخرجها)، كانت منخرطة في أبرشيتها المحلية بعد أن انضمت إلى حركة شباب فنسنتيان التي كانت تابعة للمنظمة الرئيسية. طوال حياتها كرست إيمانها وركزت خصوصًا على العبادة القربانية والحضور المتكرر للقداس.
بدأت عملية تطويبها بعد مقتلها في عام 2000 مما أدى إلى تسميتها خادمة الله. وأكد البابا فرانسيس أنها قُتلت «في الدفاع عن النفس» (لحماية نفسها كعذراء في مواجهة هجوم).